# 룰 브라우어르스
룰 브라우어르스 (1981년 11월 28일, 헤얼렌 ~) 은 네덜란드의 전 축구 선수로, 현역 시절 포지션은 수비수였다.

## 경력
그는 이전에 벨타니아 헤얼렌, 로다 JC, SC 파더보른 07, 보루시아 묀헨글라트바흐선수로 활약한 적이 있다.